# Laurence Arné

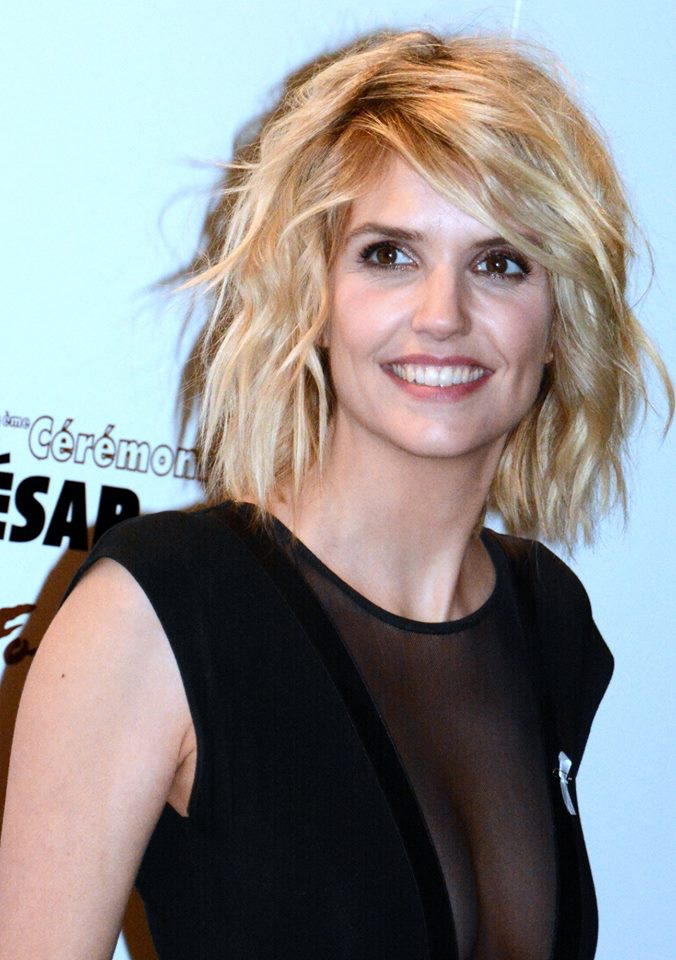
Laurence Arné beim César 2018.

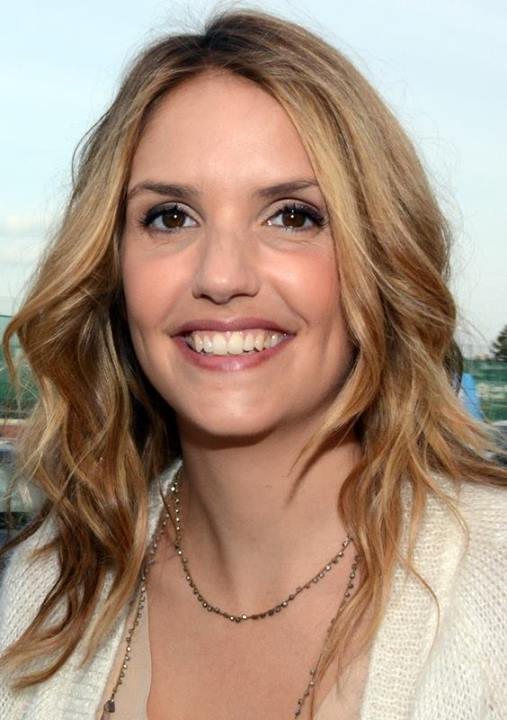
Laurence Arné beim Festival Deauville.

Laurence Arné (* 4. Februar 1982 in Angoulême) ist eine französische Schauspielerin.

## Biografie
In ihrer Jugend tanzte sie und spielte Klavier. Nach ihrem Abschluss in künstlerischer Choreographie schloss sie sich den Theaterschulen Studio 34, Jacques Lecoq und One Man Show Paris an. Sie nahm Gesangscoaching.
Seit 2006 steht Arné regelmäßig mit humorvollen Shows auf der Bühne. Zusammen mit Alexandre Delimoges arbeitete sie an ihrem ersten humorvollen Solo, Quelle conne, das beim Risoul Humour Festival entstand und dann für ein Jahr am Théâtre Le Bout in Paris aufgeführt wurde. 2007 traf Arné auf Gérard Sibelle und trat der Juste Pour Rire Truppe in Les Solos du Juste Pour Rire Show am Théâtre de Dix Heures bei. Im Jahr 2008 entdeckte Dominique Farrugia die Show.
In ihren Shows kombiniert sie Tanz, Gesang und Theater und spielt weibliche Figuren – klischeehaft und besonders lächerlich – wie eine Yogalehrerin oder ein magersüchtiges Model.
Als Schauspielerin war sie Teil des Schauspielerteams der Show Open Bed, einem Musiktheaterstück über das Sexualleben zweier Paare, das 2008 Théâtre des Bouffes-Parisiens aufgeführt wurde.
Nach ihren Erfolgen als Komikerin auf der Bühne konzentrierte sie sich mehr auf die Arbeit als Filmschauspielerin. So spielte sie 2010 in den Fernsehfilmen Au bas de l’échelle und in der romantischen Komödie L’amour c’est mieux à deux mit.
Laurence Arné und Laurent Lafitte standen gemeinsam vor der Kamera für die Komödie Moi, Michel G., milliardaire, maître du monde. In diesem fiktiven Dokumentarfilm von Stéphane Kazandjian ist die Schauspielerin die Frau des zweifelhaften Geschäftsmannes Michel Ganiant, gespielt von François-Xavier Demaison.
Im Fernsehen spielt sie eine Hauptrolle in der Komödie WorkinGirls, die seit 2012 von Canal+ ausgestrahlt wird.
Im Kino wurde sie 2014 mit Sex für Fortgeschrittene, Delphine de Vigans erstem Film, neben Éric Elmosnino und Valérie Bonneton erstmals in die Schlagzeilen gebracht. Diese ausgefallene romantische Komödie war jedoch ein kommerzieller Misserfolg, mit weniger als 130.000 Eintritten in französischen Theatern.
Im folgenden Jahr scheiterte sie auch an Rémi Bezançons generationenübergreifender dramatischer Komödie Nos futurs, die im Sommerloch erschien und mit weniger als 180.000 Eintritten unbemerkt blieb. Sie spielt eine der weiblichen Hauptrollen, neben Mélanie Bernier und Camille Cottin.
Sie trat erstmals 2016 in einem kommerziellen Erfolg auf und spielte eine der Hauptrollen im Film Nichts zu verschenken unter der Regie von Fred Cavayé. Dort traf sie auf Dany Boon. In seinem 2018 erschienenen Film Die Sch’tis in Paris – Eine Familie auf Abwegen spielte sie daraufhin die weibliche Hauptrolle.

## Werk

### Filmografie (Auswahl)

#### Film
- 2010: L’amour c’est mieux à deux
- 2011: Moi, Michel G., milliardaire, maître du monde
- 2012: Väter und andere Katastrophen (Un jour mon père viendra)
- 2012: Dépression et des potes
- 2012: Willkommen in der Bretagne (Bowling)
- 2012: FBI (Mais qui a re-tué Pamela Rose ?)
- 2014: Sex für Fortgeschrittene (À coup sûr)
- 2015: Nos futurs
- 2016: Nichts zu verschenken (Radin !)
- 2017: Daddy Cool
- 2018: Die Sch’tis in Paris – Eine Familie auf Abwegen (La Ch’tite Famille)
- 2021: 8 Rue de l’Humanité (auch Drehbuch)

#### Kurzfilme
- 2011: Le Grand moment de solitude
- 2011: Demain c’est la fin du monde
- 2011: Le problème c’est que
- 2012: Transparence
- 2012: Marc et Julie
- 2012: Après toi
- 2015: La Soirée

#### Fernsehen
- 2009: Louis Page
- 2010: A
- 2011: Au bas de l’échelle
- 2011: Le Client
- 2012–2016: WorkinGirls
- 2013: Sophie et Sophie
- 2015: Filles d’aujourd’hui
- 2016: La Folle Soirée du Palmashow
- 2019: Stiller Verdacht (La part du soupçon)
- 2020: Bullit & Riper
- 2021: Replay
- 2021: Une affaire française

#### Web
- 2012: VIP Paradise

### Theater
- 2006–2007: Quelle conne, Théâtre Le Bout à Paris
- 2008: Solos du Juste Pour Rire Show, Théâtre de Dix Heures à Paris
- 2008: Open Bed, Théâtre des Bouffes-Parisiens à Paris
- 2009: Laurence Arné, Théâtre des Blancs-Manteaux à Paris
- 2010: Laurence Arné, Comédie Gallien, Bordeaux und Théâtre de Poche Graslin, Nantes

### Radio
- 2016–2017: Werbung für Monoprix